# Unnim
|  | Per a la caixa del mateix nom, vegeu Unnim Caixa. |

Unnim, i oficialment Unnim Banc, fou una entitat bancària amb seu a Barcelona existent formalment entre 2011 i 2013. Fins al moment de la seva extinció tenia com a director general Jordi Mestre i González, provinent de Caixa Sabadell, i tenia uns actius totals de 28.538 milions d'euros i un volum total de recursos propis és de 2.053 milions d'euros. Així mateix, l'entitat disposava de 607 punts de venda i servei, per donar servei a 1,1 milions de clients.

## Història

### Bancarització de la caixa d'estalvis Unnim
El dia 28 de gener de 2011, el Consell d'Administració de la Caixa d'Estalvis Unió de Caixes de Manlleu, Sabadell i Terrassa va acordar iniciar els tràmits per constituir una entitat bancària, tal com havia fet la Caixa un dia abans.
L'1 d'octubre de 2011 va néixer Unnim Banc, com a resultat de la segregació del negoci financer de la caixa d'estalvis cap al nou banc constituït per l'entitat, després que el FROB hi aportés 568 milions d'euros a l'entitat. Durant el mes de novembre del mateix any, el FROB va contractar el banc japonès Nomura per tal que aquest trobés un comprador interessant en Unnim. L'entitat va tancar el tercer trimestre de 2011 amb pèrdues de 107 milions d'euros.

### Subhasta d'Unnim Banc

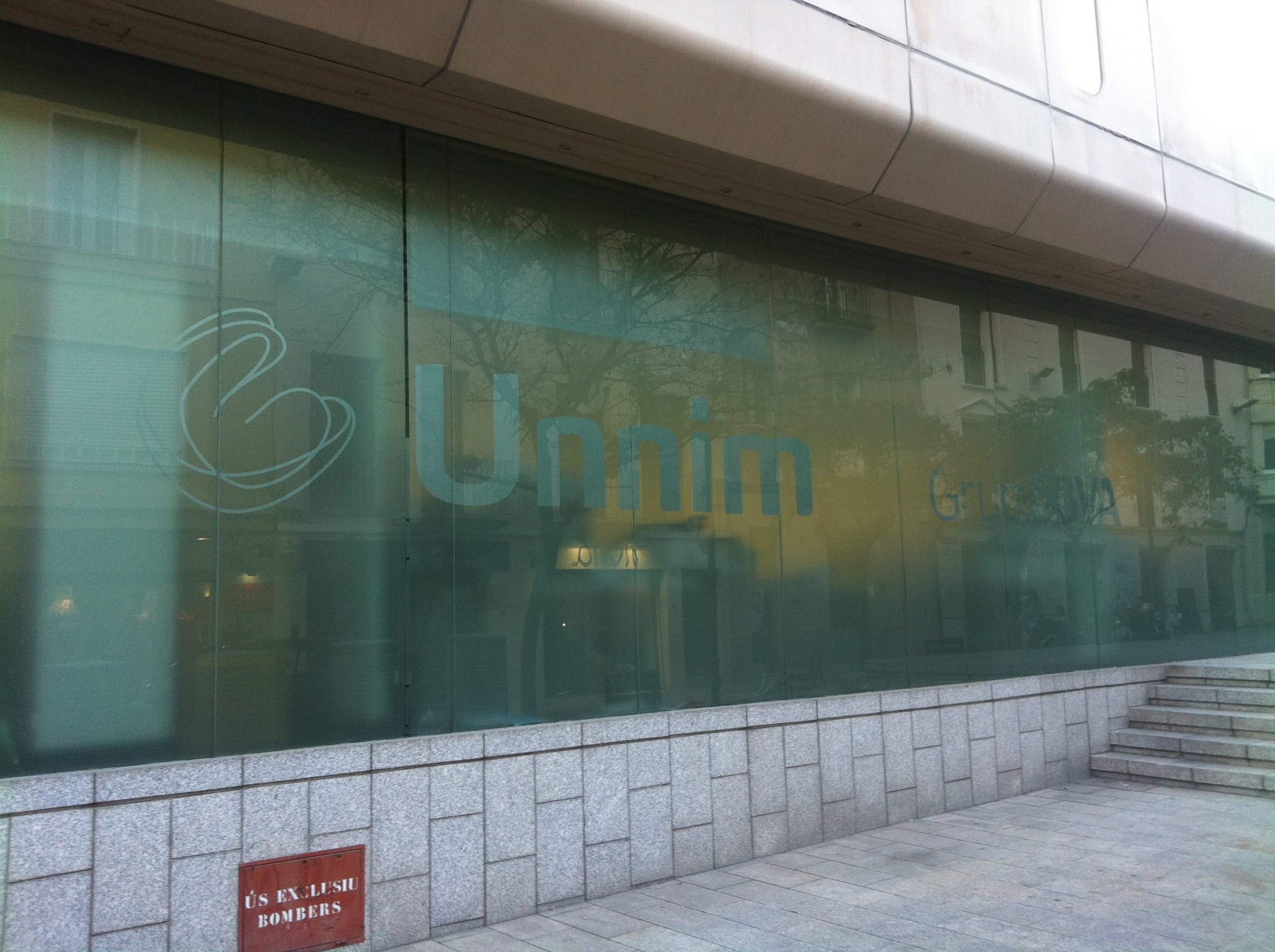
Cap de setmana d'integració de la marca Unnim al grup BBVA.

L'entitat es va posar en subhasta el desembre de 2011. La primera ronda del procés es realitzà el 13 de gener de 2012. Les primeres entitats interessades foren Banco Santander, BBVA i La Caixa, així com Ibercaja. Finalment el BBVA s'adjudicà el banc al preu simbòlic d'un euro el 7 de març de 2012. La marca Unnim va durar formalment fins al 26 de maig de 2013, en què fou totalment integrada dins la xarxa del BBVA.
Quan va passar a mans del BBVA, aquest va suprimir un 37% de la plantilla d'Unnim, (1.169 treballadors), mitjançant 600 baixes voluntàries i 569 reubicacions en empreses del grup.